# Cabreiroá (Verín)
Cabreiroá (llamada oficialmente San Salvador de Cabreiroá) es una parroquia y un lugar del municipio español de Verín, en la provincia de Orense, Galicia.

## Organización territorial
La parroquia está formada por una entidad de población:
- Cabreiroá

## Demografía
Gráfica demográfica de la villa y parroquia de Cabreiroá según el INE español:
| Gráfica de evolución demográfica de Cabreiroá entre 2000 y 2023 |
|                                                                 |
| Datos según el nomenclátor publicado por el INE.                |